# Anthologie
Eine Anthologie oder Blütenlese (griechisch ἀνθολογία anthología, deutsch ‚Sammlung von Blumen‘, vgl. die lateinische Lehnübersetzung florilegium), auch Spicilegium (‚Ährenlese‘), ist eine Sammlung ausgewählter Texte oder Textauszüge in Buchform oder im weiteren Sinne eine themenbezogene Zusammenstellung aus literarischen, musikalischen oder grafischen Werken. Es handelt sich um eine von einem Herausgeber verantwortete Publikationsform. Der etymologisch auf das Griechische zurückzuführende Begriff der „Blütenlese“ wird dabei auch in seiner lateinischen Lehnübersetzung als „Florilegium“ zumeist verwendet, um die als hochwertig oder musterhaft eingeschätzte Textauswahl zum Ausdruck zu bringen, die für die Anthologien des griechischen und römischen Altertums charakteristisch war.
Im gleitenden Übergang zu Anthologie und Florilegium verweist dieser Begriff vor allem auf eine aus Prosatexten oder -auszügen bestehende Mustersammlung bekannter Autoren für Unterrichtszwecke. Anthologien sind bereits zuvor an anderer Stelle veröffentlichte Texte. Hier setzte sich seit dem beginnenden 19. Jahrhundert zunehmend der Begriff der Anthologie durch.

## Geschichte der Anthologien
In der Antike prägten Anthologien die Traditionsbildung von als vorbildlich eingeschätzten Autoren als Veröffentlichung von exemplarischen Werken, insbesondere Epigrammen. Neben der Zusammenstellung ausgesuchter Texte verschiedener Schriftsteller wurde der Begriff der Anthologie ebenso für die Auswahl von Texten jeweils eines einzelnen Autors verwendet.
Der Begriff anthología wurde für die Lehrsatzsammlung Anthologiae des griechischen Astronomen Vettius Valens (2. Jahrhundert n. Chr.) erstmals als Titel für ein Sammelwerk verwendet. Zusammen mit der Nebenform ἀνθολόγιον anthológion und der lateinischen Lehnbildung florilegium blieb der Begriff über die byzantinische Zeit bzw. das lateinische Mittelalter bis in die Neuzeit in Gebrauch und hat sich dann im 18. Jahrhundert auch in den Nationalsprachen allgemein für Sammlungen von Lyrik, Aphorismen oder seltener auch prosaischer Texte sowie gelegentlich auch dramatischer Textauszüge durchgesetzt.
Zusammenstellungen von Epigrammen gab es schon in der Antike. In der Zeit des Hellenismus wurde für derartige Gedichtsammlungen die Blumen-Metaphorik etabliert – etwa durch den στέφανος ‚Kranz‘ des Philosophen und Dichters Meleagros von Gadara (70 v. Chr.) und des Philippos von Thessaloniki.
Basierend auf ihnen und dem „Kyklos des Agathias“ (etwa 560) schuf der byzantinische Theologe Konstantinos Kephalas um 900 eine in Kategorien gegliederte Anthologie, die vielfach erweitert wurde. Der Heidelberger Codex Palatinus (lat. für ‚Pfälzer Handschrift‘) gab ihr den Namen Anthologia Palatina. Ebenfalls in Byzanz edierte der Humanist Maximos Planudes um 1300 die Anthologia Planudea. Im Spätmittelalter entstanden Sammlungen lateinischer Alltagslyrik wie die Carmina Burana – eine Thematik, die 1573 der französische Altphilologe Joseph Justus Scaliger fortsetzte. Durch Erasmus von Rotterdam erhielten Anthologien auch didaktische Funktionen, wie in der Sentenzensammlung Adagiorum Collectanea (1500).
Nach 1700 erschienen unveröffentlichte Gedichte von Benjamin Neukirch, und 1781 nannte Friedrich Schiller seine Gedichtsammlung Anthologie. Eine bedeutende französische Gedichtanthologie war Le Parnasse contemporain ‚Der zeitgenössische Parnass‘ (1866, 1871, 1876) von Alphonse Lemerre. Im 17. und 18. Jahrhundert finden sich synonym auch Bezeichnungen wie beispielsweise „Schatzkammer“, „Mustersammlung“, „Helicon“, „Vorrat“, „Blumenlese“ sowie im 19. Jahrhundert ebenso „(Dichter-)Album“, „Dichterbuch“, „Parnaß“, „Deklamatorium“ (Vortragsbuch), „Hausschatz“, „Balladen-, Liederschatz“ u. ä.; die begrifflichen Übergänge sind dabei fließend.
Vom Franzosen André Breton stammt die Anthologie de l’Humor Noir (1937). Walter Höllerer stellte 1956 das Lyrikbuch zur Jahrhundertmitte zusammen. Danach entstanden – mit zunehmendem Interesse und Wohlstand der Leserschaft – verschiedenste Anthologien.

## Formen und Ziele der Anthologie in der Neuzeit
Die in Anthologien herausgegebenen Texte wurden seit der Neuzeit nach unterschiedlichen Kriterien oder Auswahlgesichtspunkten zusammengestellt; zeitgenössische Anthologien verfolgen gegenüber den ursprünglichen Intentionen einer mustergültig-vorbildlichen Textsammlung mit dem Anspruch einer Kanonisierung heute auch andere Ziele, beispielsweise als repräsentativer Überblick über bestimmte Autoren, Gattungen oder literarische Richtungen, die die Entstehung oder Entwicklung einer literarischen Epoche bzw. vor allem im anglo-amerikanischen Raum mitunter auch des literarischen Schaffens eines einzelnen Autors dokumentieren. Ebenso kann die Auswahl nach thematischen oder motivischen Aspekten bzw. Schwerpunkten angeordnet sein.
Werden Texte verschiedener Schriftsteller zu didaktischen Zwecken zusammengestellt, spricht man von einer Chrestomathie (griechisch: ‚das Erlernen von Nützlichem‘). Eine Sonderform der Anthologie ist das Lesebuch. 

## Gesichtspunkte von Anthologien
Meist sind Anthologien einem bestimmten Gesichtspunkt gewidmet. Dazu gibt es eine Reihe konkreter Möglichkeiten (mit Beispielen):
- Literarische Texte der gleichen Gattung: z. B. Gedichte, Sprüche, Erzählungen[5] Detektivgeschichten, Kurzgeschichten, Reiseberichte, Liebeslieder, fantastische Grafik, Märchen;
- Autoren spezieller Epochen: etwa Erzähler des 20. Jahrhunderts, unbekannte Schweizer Autoren, späte Minnesänger, römische Geschichtsschreiber, Architekten des Jugendstils;
- Werke oder Künstler bestimmter Regionen: z. B. persische Lyrik, französischer Impressionismus, Sagen aus Österreich, bulgarische Volkslieder;
- Anthologien über Themen und Erlebnisse: Angst, Begegnung, Bilder der Kindheit, Eisenbahn, (verlorene) Heimat, orientalische Nächte, schwarzer Humor, Romantik, Sehnsucht, Traum, Science Fiction, Weihnachten.
- Anthologie als Dokumentation eines Projektes: z. B. die besten zum Ingeborg-Bachmann-Preis eingereichten Texte.
- individuelle Autoren: z. B.: Für alle Fälle Brecht

## Beispiele für anthologische Sammlungen
- Anthologia Latina
- Anthologie der russischen weltlichen A-cappella-Chormusik des 19. bis frühen 20. Jahrhunderts
- Der Große Conrady
- Gedichtzyklus
- Griechische Anthologie
- Frankfurter Anthologie
- The Oxford Book of English Verse